# Съгласна
Съгласната е говорен звук, чието учленение (артикулация) се осъществява с пълно или частично затваряне на говорния апарат. Например „п“ се учленява с пълна преграда, образувана от двете устни; при учленяването на „т“ преградата се образува от предната част на езика, която се допира до венците; при учленяването на „к“ средната част на езика се допира до задното небце (велум); „х“ е заднонебна проходна съгласна; а „ф“ е беззвучна устнено-зъбна проходна съгласна. Звуковете „м“ и „н“ са носови, сиреч при тяхното учленение въздушната струя минава през носната кухина. Преодоляването на преградата или прохода, образувани при затварянето или стесняването на говорния апарат, води до произнасяне на звук, състоящ се предимно или само от шум. Съгласните се различават от гласните по това, че при гласните почти няма затваряне на вокалния тракт и в звука им отсъства шум.
В българския език съгласните се делят на сонорни (й, р, л, м, н), които са само звучни, и шумови, които от своя страна се делят на звучни и беззвучни (виж букви и звукове в българския език).